# MIXI
株式会社MIXI（ミクシィ、英：MIXI, Inc.）は、東京都渋谷区に本社を置く、日本のIT関連企業。コンピュータエンターテインメント協会・日本オンラインゲーム協会正会員。
ソーシャル・ネットワーキング・サービス (SNS) であるmixiを運営する会社として創業したが、2020年度では『モンスターストライク』（通称・モンスト）をはじめとするデジタルエンターテインメント事業が売り上げの8割以上を占めている。

## 主な事業

### MIXI・レッド
ゲーム・映像事業（旧・「XFLAG」）
『モンスト』の大ヒットによりゲーム事業が急拡大する中、2015年にゲーム・映像コンテンツを統括するスタジオとしてXFLAGを立ち上げた。JリーグクラブFC東京と、マーケティングパートナーシップを締結。
2022年10月1日、MIXIへの社名変更を機に、XFLAGのブランド名をMIXIに統合した。

公営競技・スポーツ関連ビジネス
2019年に、チャリロトを運営する株式会社チャリ・ロトを買収して競輪のインターネット投票に参入。その後、自前システム『TIPSTAR』との2本立てになった。いずれもオートレースの車券も購入できるようになっている。また、両サイトの利用者に対する情報提供を行うサイトを構築するため、競馬（『netkeiba.com』）分野で20年以上の実績を持っていたネットドリーマーズを買収。2020年11月、競輪の総合情報サイト『netkeirin.com』がオープンした。
2021年には、競輪の新機軸として千葉市中央区の千葉JPFドーム（MIXIの命名権によりTIPSTAR DOME CHIBAの名称となっている）でスタートした『PIST6』の運営をJPFとの合弁で実施。
またサッカーJ1のFC東京、バスケットボールB1の千葉ジェッツふなばしも傘下に収めており、これらを合わせたスポーツ事業をモンスト、mixiに次ぐ3つ目の中核事業に育てることを目指している。

### MIXI・オレンジ
メディア事業「mixi」
2003年にサービス開始のCinemaScape（通称・シネスケ） に次いで日本で2番目に歴史のあるソーシャル・ネットワーキングサイト（ただし、CinemaScapeは映画に限定したSNSであり、汎用SNSではmixiが日本では最古参である）。主な収入源はソーシャルゲームの課金収入と広告収入であり、それ以外にmixi内の有料サービス「mixiプレミアム」、Amazonアソシエイトでも収入を得ている。

### その他の事業
- 2013年（平成25年）2月19日、スマートフォンで撮影・アップロードした写真をフォトブックにできるサービス「nohana（ノハナ）」を開始[8]。同年9月2日に「nohana」（ノハナ）事業を分社化し、株式会社ノハナを設立[9]。（2019年3月、MBOによりグループより離脱）
- 2013年（平成25年）10月10日、スマートフォン向けネイティブアプリ「モンスターストライク」の提供を開始。利用者数はサービス開始から半年で500万人を突破[10]、2014年5月15日には、1年以上にわたってApp Storeの売上1位を独占していた「パズル&ドラゴンズ」を抜いて売上1位となった[11]。
- 2015年（平成27年）4月13日、家族向け写真・動画共有サービス「家族アルバム みてね」をリリース。
- 2019年（平成31/令和元年）より、6gramというVISA/JCBプリペイドカードを発行。アプリより利用でき、2021年6月8日よりリアルカードも発行[12]。
- 2020年（令和2年） 2月5日、アスリート・チームへの新しい応援のカタチをコンセプトとした、スポーツギフティングサービス「Unlim」を発表[13] し、2020年2月19日からサービス開始。
- 2020年（令和2年）8月20日、漫画のサブスクリプションサービス「MiCCOMi」を開始[14]。2022年（令和4年）3月31日にサービス終了[15]。
- IT系ベンチャー企業の求人情報を中心に扱う「FIND JOB!」の運営を行っていた。当社創業者の笠原が大学生時代から個人で手掛けた事実上の祖業であったが、2011年より子会社のミクシィ・リクルートメントに運営を移管、2023年（令和5年）9月29日にサービス終了[16]。

## 歴史
- 1997年
  - 11月 - 笠原健治が東京大学在学中に IT系求人サイト「Find Job!」の運営を開始。
- 1999年
  - 6月3日 - 有限会社イー・マーキュリー設立。
  - 11月 - オン・ザ・エッヂ（ライブドアの前身。LDHを経て現・LINE）とオークションサイト「eHammer」の運営を開始。
- 2000年
  - 6月 - eHammer事業を譲渡。
  - 10月25日 - 株式会社に組織変更。
- 2001年
  - 2月2日 - プレスリリース配信代行サイト「@Press」の運営を開始。
- 2002年
  - 5月 - 中小企業創造活動促進法の認定。
- 2004年
  - 2月 - ソーシャル・ネットワーキング・サービス（SNS）サイト「mixi」の運営を開始。
  - 7月 - 本社を渋谷マークシティウエスト19階に移転。
- 2005年
  - 9月1日 - @Press事業をネットエイジキャピタルパートナーズ株式会社に営業譲渡。
- 2006年
  - 2月1日 - 株式会社ミクシィに商号変更。
  - 8月14日 - 東京証券取引所がマザーズへの上場を承認。→ウィキニュース
  - 9月14日 - 東京証券取引所マザーズ市場に上場。株式の公募価格は155万円、初値は15日の295万円。
- 2007年
  - 10月 - 本社を渋谷区神宮前二丁目の住友不動産原宿ビル17階に移転。
- 2009年
  - 4月23日 - 株式会社コミュニティーファクトリーに2000万円の増資。事実上の子会社化。
- 2011年
  - 4月 - 本社を渋谷区東一丁目の住友不動産渋谷ファーストタワーに移転。
  - 4月1日 - 求人広告部門を分離し、ミクシィ・リクルートメントを設立。
- 2013年
  - 6月25日 - 創業者の笠原が代表権の無い会長に退き、後任の代表取締役社長に執行役員経営企画室長朝倉祐介が昇格[17][18]。
  - 10月10日 - iPhone向けゲームアプリ『モンスターストライク』（通称モンスト）を正式リリース。
- 2014年
  - 6月24日 - 朝倉が顧問に退き、後任の代表取締役社長に執行役員mixi事業本部長森田仁基が昇格[19][20][21]。

- 2015年
  - 3月19日 - チケットキャンプを運営するフンザの全株式を取得し子会社化。
  - 7月15日 - XFLAGスタジオを立ち上げ[3]。
- 2018年
  - 6月22日 - チケットキャンプの不祥事により社長の森田が商標法違反の容疑で神戸地方検察庁に書類送検され同日付で辞任。後任の代表取締役社長に取締役の木村弘毅が昇格。
- 2019年
  - 2月28日 - 競輪勝者投票券販売サイトを運営するチャリ・ロトの全株式をジャフコから取得、連結子会社化する。
  - 4月15日 - プロバスケットボールB.LEAGUE1部東地区・千葉ジェッツふなばしと資本業務提携。株式取得する事を発表[22][23]。
  - 7月 - LINEを活用した妊活コンシェルジュサービスfamione（ファミワン）を従業員向け福利厚生プランとして導入開始。
  - 11月29日 - 競馬総合情報サイト『netkeiba.com』を運営するネットドリーマーズの全株式を取得、連結子会社化する。
- 2020年
  - 3月 - 本社を渋谷駅前に完成した現在地に移転（2019年12月に移転を開始し、移転後の所在地の表記は2020年2月に変更）[1]。
  - 6月23日 - 東京証券取引所第1部に市場変更[24]。
  - 6月30日 - 競輪勝者投票券販売アプリ『TIPSTAR』事業開始。
- 2021年
  - 9月 - PIST6のスタートを前に、JPF（旧・日本写真判定）との合弁で運営会社『株式会社PIST6』を設立。
  - 10月2日 - PIST6が開催される千葉JPFドーム（旧・千葉競輪場）の命名権を取得し、『TIPSTAR DOME CHIBA』とする。
  - 11月22日 - Jリーグ1部・FC東京の経営権を取得することを発表。
- 2022年
  - 3月 - コーポレートブランド[25] をリニューアル。
  - 10月1日 - 株式会社MIXIに商号変更[26][27]。
- 2024年
  - 12月16日 - 新しい短文共有SNS「mixi2」を配信[28]

## グループ会社
- スフィダンテ - 「スマホで年賀状」「OKURU」などの運営企業
- 千葉ジェッツふなばし - Bリーグ所属のバスケットボールチーム
- 東京フットボールクラブ - FC東京の運営会社
- チャリ・ロト - 競輪車券のインターネット販売事業・競輪場の所有や包括運営も実施
- ネットドリーマーズ - 「netkeiba.com」「週刊ベースボールONLINE」などを運営するオンラインメディア企業
- ラブグラフ - 出張撮影サービス「Lovegraph」「Capture My Japan」の運営会社
- アイ・マーキュリーキャピタル - 株式会社MIXIの投資実行を支援するCVC
- ミクシィ・エンパワーメント - 障害者雇用を目的とした特例子会社
- Tech Growth Capital 有限責任事業組合 - 上場企業向けファンド、ハブなどへ出資

## テレビ番組
- 日経スペシャル カンブリア宮殿 「次世代ネットビジネスの主役たち」（2006年5月8日、テレビ東京）- ミクシィ社長 笠原健治出演[29]。
- NEWS23「みてねでオンライン帰省」（2020年08月11日、TBS）

### MIXI・レッド
- モンスターストライク(モンスト)公式サイト

### MIXI・オレンジ
- mixi - 同社が展開するSNSサイト